# Ящір
Ящір (англ. Lizard), справжнє ім'я Кертіс «Курт» Коннорс (англ. Curtis «Curt» Connors) — вигаданий персонаж американських коміксів видавництва Marvel Comics, що був створений Стеном Лі й Стівом Дітко та з'явився вперше у коміксі «The Amazing Spider-Man» №6 (листопад 1963) як ворог супергероя Людини-павука. Хоча персонаж зберіг цю роль протягом більшості своїх наступних появ, він також зображувався як трагічний антигерой і випадковий союзник Людини-павука.
В оригінальній версії історії Курт Коннорс був генетиком, який досліджував здатність деяких рептилій відрощувати втрачені кінцівки. Він розробив сироватку на основі ДНК ящірки, яка дозволила б людям робити те ж саме, і випробував її на собі, сподіваючись повернути собі відсутню праву руку; замість цього він перетворився на дику антропоморфну ящірку. Хоча Людина-павук зміг скасувати перетворення, Ящір залишився частиною підсвідомості Коннорса і з'являвся знову і знову, часто зберігаючи інтелект Коннорса й намагаючись замінити людство расою рептилій, подібних до нього самого. У багатьох історіях за участю Ящера йдеться про його вплив на життя і психіку Коннорса, який живе в постійному страху, що одного разу Ящір повністю і безповоротно заволодіє його тілом. Через це він невтомно працює над тим, щоб знайти постійні ліки проти своєї альтернативної особистості, на превелике занепокоєння його дружини Марти Коннорс і сина Біллі.
Персонаж з'явився в численних екранізаціях Людини-павука, включаючи фільми, мультсеріали та відеоігри. У кіно його зіграв Ділан Бейкер у фільмах «Людина-павук 2» (2004) та «Людина-павук 3» (2007), а також Ріс Іванс у фільмі «Нова Людина-павук» (2012) та у фільмі, що входить у кіновсесвіт Marvel «Людина-павук: Додому шляху нема» (2021).

## Історія публікації
Ящір вперше з'явився в коміксі «The Amazing Spider-Man» №6 (листопад 1963) і був створений Стеном Лі та Стівом Дітко.

## Вигадана біографія

### Раннє життя
Кертіс «Курт» Коннорс народився у місті Корал-Ґейблз, штат Флорида. Він був талановитим хірургом, який вступив на службу до армії США. Він проводив невідкладні операції на полі бою пораненим солдатам. Однак його права рука була тяжко травмована вибухом під час бойових дій, що призвело до її ампутації.
Після повернення до цивільного життя технолога-дослідника Коннорс став одержимим розкриттям секретів регенерації кінцівок рептилій. Працюючи у своєму будинку у флоридських Еверґлейдс за допомогою бойового товариша Теда Салліса, він нарешті розробив експериментальну сироватку, взяту з ДНК рептилій. Сироватка успішно відростила відсутню кінцівку кролика, тому Коннорс вирішив випробувати сироватку на собі. Він прийняв формулу, і у нього дійсно виросла нова рука.
Однак формула мала прикрий побічний ефект: Коннорс згодом перетворився на рептилоїдного людиноподібного монстра. Людина-павук виявив цю ситуацію під час поїздки до Флориди для розслідування газетних повідомлень про Ящера після того, як його роботодавець, газета «Дейлі Баґл», кинула йому виклик. З'ясувавши справжню особистість і походження Ящера, Людина-павук використав нотатки Коннорса для створення протиотрути, яка поверне йому людську форму і менталітет. Ще одна спроба розробити цю сироватку для безпечного використання знову призвела до того, що Коннорс перетворився на Ящера, але цього разу він був врятований завдяки своєму колишньому колезі Професору Ікс і його першій команді Людей Ікс, Звіру та Ангелу, які вистежили Ящера в болотах, щоб Льодоруб зміг відправити його в сплячку на достатній час, щоб розробити ліки.

### Нью-Йорк
Згодом Курт Коннорс переїхав до Нью-Йорка. Він зміг віддячити Людині-павуку, розробивши формулу для порятунку життя Мей Паркер після того, як Пітер Паркер дав своїй тітці свою радіоактивну кров під час переливання, ненавмисно наразивши її на смертельну небезпеку. Пізніше стало зрозуміло, що успіх очевидного лікування Коннорса від образу Ящера був нетривалим. Незабаром виникла повторювана схема, коли стрес або хімічна реакція перетворювала Коннорса на Ящірку, Людина-павук бився з ним, а потім змушував його проковтнути протиотруту, щоб скасувати перетворення до наступного разу. В Ящера з'явилася друга особистість, яка переслідувала знайому багатьом лиходіям мету — захопити світ. Ящір уявляв собі світ, де всі люди були перетворені на таких же суперрептилій, як і він сам (або замінені ними). Попри загальну ненависть Ящера до людей, він часто показував, що не бажає заподіяти шкоду своїй дружині Марті або маленькому синові Біллі.
У ролі Коннорса він допоміг Людині-павуку перемогти Носорога, розробивши формулу для розчинення куленепробивної шкури носорога, але випадково перетворився на Ящірку через вплив хімікатів, необхідних для створення формули, і був відновлений Людиною-павуком. Пізніше Коннорс був викрадений і змушений створити сироватку омолодження для Сільвермана. Однак стрес від цього змусив Коннорса знову трансформуватися; Ящір тоді бився з Людиною-павуком і Людиною-факелом, і був знову відновлений до нормального стану Людиною-павуком.
Під час чергової зустрічі з Людиною-павуком після того, як спроби Пітера позбавити його сили призвели до того, що у нього виросли чотири додаткові руки, укус Морбіуса наділив Ящірку особистістю Коннорса через зараження дивним ферментом. Потім Коннорс синтезував протиотруту для себе і Людини-павука, використовуючи фермент Морбіуса. Пізніше Курт Коннорс допоміг Людині-павуку, Ка-Зару і Чорній Пантері проти Людини-динозавра Стеґрона. Після очевидної смерті Шакала, доктор Коннорс визначив, що Людина-павук не був клоном. Пізніше Ящір бився і зі Стеґроном, і з Людиною-павуком після того, як Стеґрон викрав Біллі Коннорса. Деякий час Пітер Паркер працював асистентом доктора Коннорса в Університеті Емпайр Стейт, хоча Коннорс і гадки не мав, що Пітер насправді був Людиною-павуком. В цей час Людина-павук і Коннорс займалися одним з попередніх експериментів Коннорса у вигляді ігуани.
Під час першої з Таємних воєн Ящір відмовився брати участь на будь-якій стороні конфлікту. Хоча він був зібраний Потойбіччям разом з іншими лиходіями, він відірвався від основної групи після першої битви, щоб оселитися на болоті, де подружився з Осою, яка допомогла йому вилікувати травму, отриману в першій битві. Після того, як Ящір був підірваний магією Чарівниці, він повернувся в людську форму.
Після повернення Коннорса з цієї події його дружина Марта, не витримавши більше, оскільки Коннорс сказав, що він назавжди вилікувався, тільки щоб зникнути на багато днів, а потім повернутися додому в подертому одязі без жодного правдоподібного пояснення, де він був, забрала їхнього сина Біллі та розлучилася з Куртом. Ящір, очевидно, зазнав впливу міжпросторової телепортації, так що розум Коннорса керував Ящером, і він бився з Совою разом з Людиною-павуком. Однак містична активність під час кризи Інферно знову вивела звірячу природу Ящера на перший план, і Людина-павук знову вилікував його.

## Сили й здібності
Доктор Кертіс Коннорс наділив себе надлюдськими здібностями в результаті впливу Формули Ящера, що дозволило йому перетворитися на Ящера. У людській подобі він не має жодної з надлюдських здібностей, але є високоінтелектуальним і відомим вченим у галузі генетики, фізики, біохімії та герпетології.
Коли Коннорс перетворюється на Ящірку, його сила збільшується до надлюдського рівня. Його швидкість, витривалість, спритність і рефлекси також підвищуються до рівня, еквівалентного швидкості, витривалості та рефлексам Людини-павука. Він також може лазити по стінах, використовуючи комбінацію своїх гострих кігтів і мікролусочок на руках і ногах, які створюють молекулярне тертя, подібне до тертя гекона. Він має високу стійкість до поранень завдяки своїй товстій лускатій шкурі, що дозволяє йому протистояти проколам і рваним ранам від звичайної зброї та вогнепальної зброї меншого калібру. Крім того, ящірка має дуже розвинені здібності до лікування, що дозволяє їй швидко відновлюватися після важких поранень, в тому числі регенерувати втрачені кінцівки. У нього також є потужний хвіст, яким він може бити з великою швидкістю. Ящір має гострі, як бритва, зуби в м'язистих щелепах, які можуть завдати смертельного укусу (останнє встановлено в пізніших появах Ящірки; в його ранніх появах у нього, здається, взагалі немає зубів). Як і рептилія, ящірка має холоднокровні властивості та тому чутлива до перепадів температури; досить холодне середовище призведе до того, що її метаболізм різко сповільниться і вона впаде в сплячку, якщо занадто довго перебуватиме під впливом низьких температур.
Ящір може подумки спілкуватися і командувати всіма рептиліями в радіусі милі від себе за допомогою обмеженої телепатії. Він також принаймні одного разу виділяв потужні феромони, які змушували людей, що знаходилися поблизу, поводитися агресивно. Після Нового Дня подальше вдосконалення його телепатії дало йому можливість телепатично примушувати людей діяти відповідно до своїх первинних спонукань, пригнічуючи емоційний контроль в їх мигдалині.
Залежно від різних фізіологічних та екологічних факторів, інтелект Ящера може варіюватися від звірячого та анімалістичного до нормального людського інтелекту. Особистість Ящера найчастіше проявлялася з людським інтелектом, здатним до мови і вищого мислення, хоча деякі версії були більш дикими, ніж інші. Під час Таємних воєн, зокрема, він виявився менш безжальним, ніж його звичайне зображення, проявивши турботу про Вулкана і Осу після того, як вони проявили до нього доброту, незважаючи на його звичайне презирство до людей. Однак, навіть діючи на рівні людини, Ящір рідко буває настільки розумним, як доктор Коннорс, демонструючи в багатьох випадках нездатність зрозуміти роботу свого людського «я» й використовувати її для досягнення власних цілей, незважаючи на всі свої зусилля.
Ящір, очевидно, «знищив» особистість Курта Коннорса, але згодом почала проявляти деякі людські емоції Коннорса. На відміну від своєї попередньої дикої натури, він також продемонстрував достатні інтелектуальні здібності, щоб повторити роботу Коннорса для себе, хоча йому все ще заважає його нездатність повною мірою осягнути людські емоції.

## Відгуки
- У 2009 році Ящір посів 62-е місце у рейтингу журналу IGN як найвидатніший лиходій коміксів усіх часів[25].
- Ящір посів 9 місце у списку персонажів-монстрів коміксів Marvel у 2015 році[26].